# Anders Håkansgården

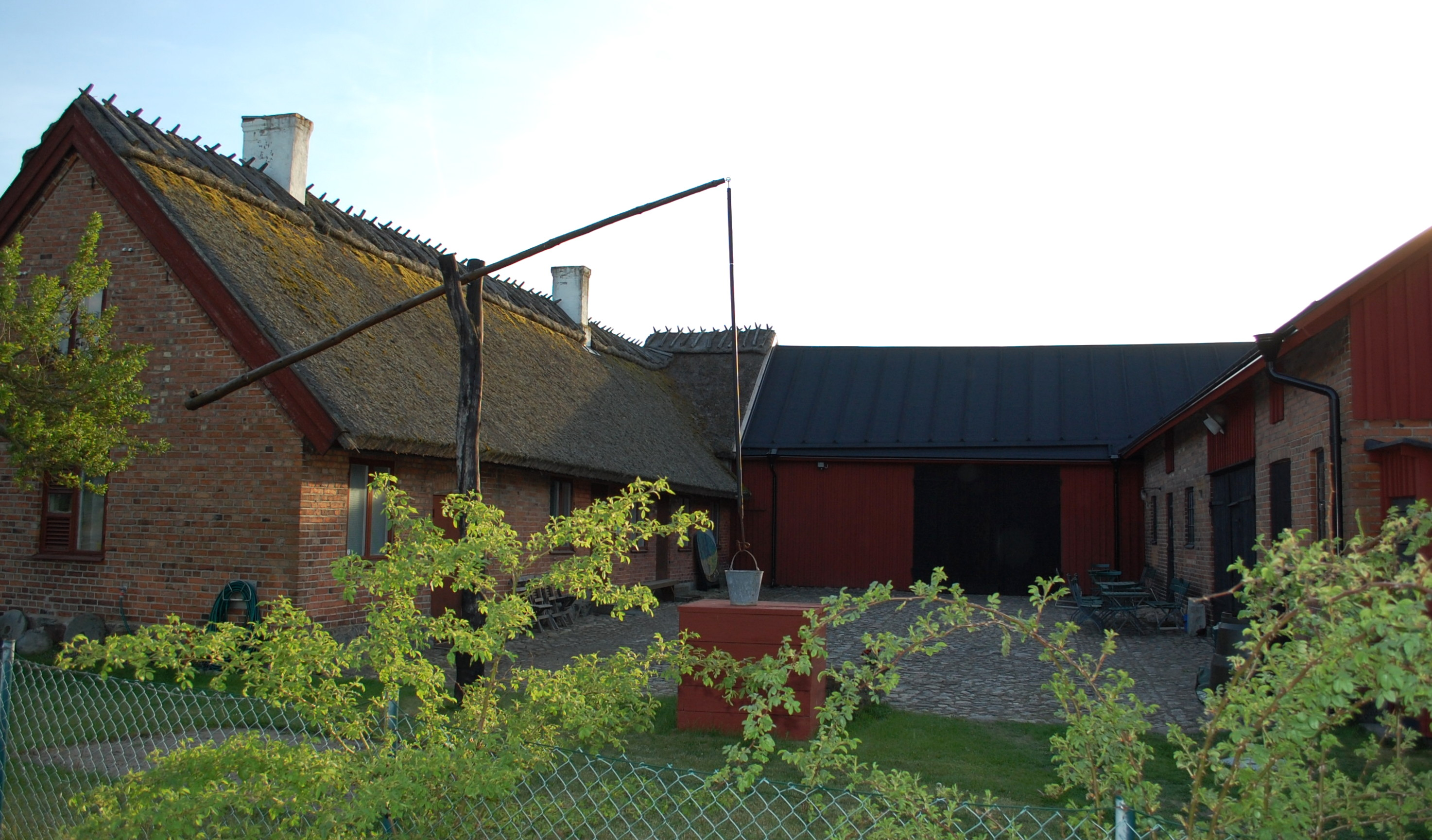
Anders Håkansgården

Anders Håkansgården ist ein historischer Bauernhof in der schwedischen Stadt Åhus. Der Hof wird heute als Heimatmuseum geführt.

## Lage
Der Hof liegt westlich der Åhuser Altstadt und wird vom Heimatverein St. Anna Gille betrieben. In der näheren Umgebung liegen die gleichfalls vom Verein betreuten Bauten Seilerei Malmström und eine historische Tabakscheune.

## Geschichte
Der Anders Håkansgården geht auf das 18. Jahrhundert zurück. Seine heutige Gestaltung erhielt die Hofanlage in der Mitte des 19. Jahrhunderts. Der Heimatverein erwarb das Anwesen 1988. Der Name des Hofs verweist auf den früheren Besitzer Anders Håkansson. Letzter Besitzer vor dem Verein war jedoch Anders Andersson, ein Sohn des Namensgebers. Er lebte noch bis zu seinem Tode im Jahr 1990 im Haus.